# روبیکن
روبیکن (به ایتالیائی: Rubicone روبیکُنه)شطّ ساحلی کوچکی در شمال کشور ایتالیا است. این رود از سُلیانوآل‌روبیکُنه سرچشمه می‌گیرد، در استان امیلیا-رومانیا و در شرق جلگه‌ی پو جریان دارد و به دریای آدریاتیک می‌ریزد. ژولیوس سزار، دیکتاتور جمهوری روم، در سال 49 پیش از میلاد لژیون سیزدهم تحت‌امر خود را از این رود عبور داد و جنگ داخلی سزار را آغازید.